# 何礼 (1965年)
何礼（1965年9月—），男，汉族，四川大竹人，中华人民共和国政治人物。

## 简历
1988年毕业于南充师范学院生物系，1991年取得四川师范学院生物系动物学专业硕士学位，后进入成都市第一农科所任农艺师。
2016年8月，任中共德阳市委副书记，2018年9月任德阳市市长；
2021年7月，任四川省财政厅厅长；
2022年7月，接替范波出任中共自贡市委书记、自贡军分区党委第一书记。2023年1月当选为四川省人大常委会副主任。同年2月，不再兼任中共自贡市委书记。